# Monts Tumuc-Humac

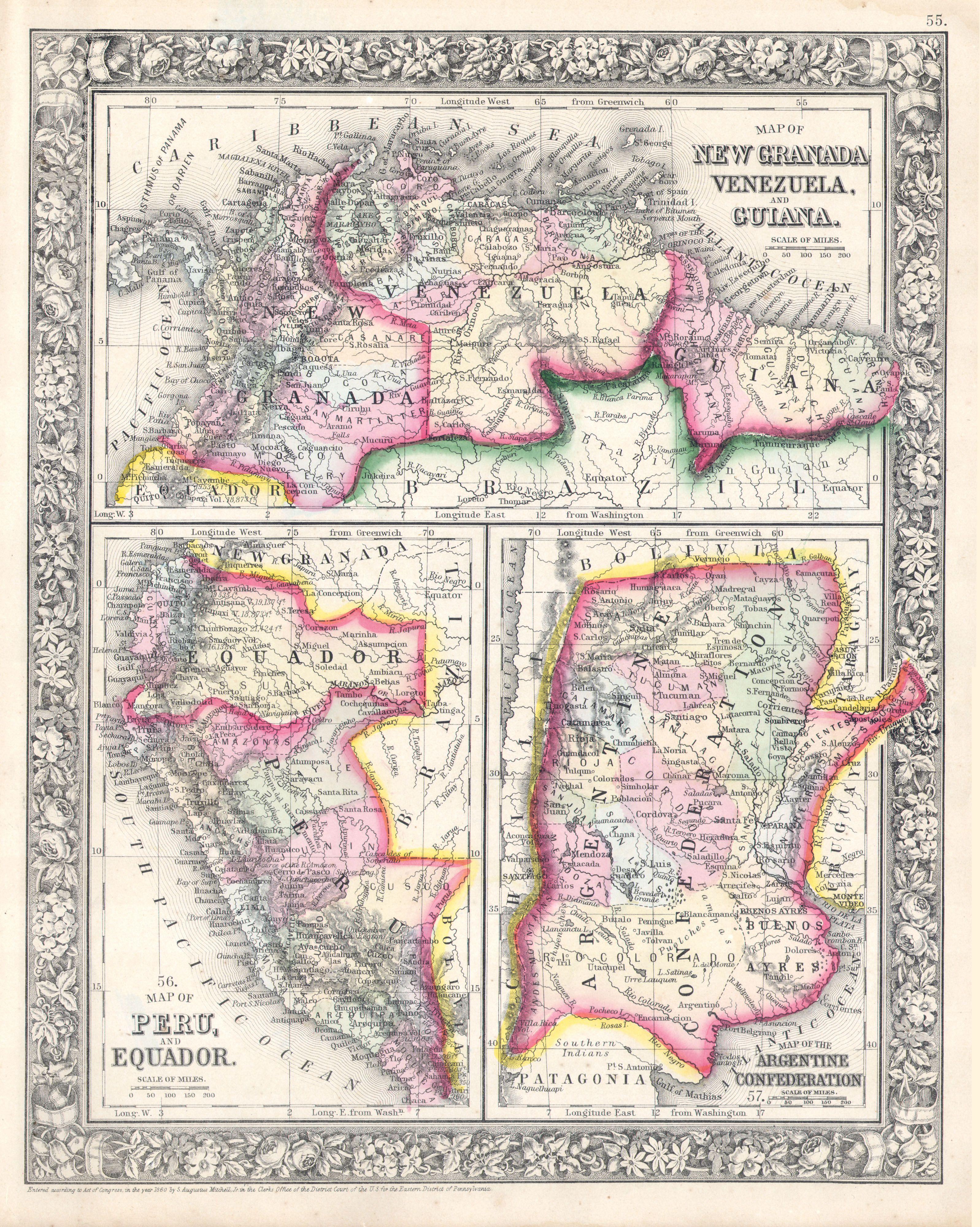
Cartes de la Nouvelle-Grenade, du Venezuela et de la Guyane (en haut), du Pérou et de l'Équateur (en bas à gauche), et de la Confédération argentine (en bas à droite) : représentation des monts Tumuc-Humac au sud des Guyanes.

Les monts Tumuc-Humac (en portugais : Serra do Tumucumaque) sont une chaîne de montagnes imaginaire dont l'emplacement supposé, entre le Sud de la Guyane et du Suriname et le Nord du Brésil, est resté désigné sous ce vocable.
Cette zone ne comprend sur le terrain qu'une succession de collines enchevêtrées sur une largeur de 150 à 200 km et qui ne s'élèvent réellement qu'à l'ouest, au niveau des chaînes du Roraima. Dans l'Ouest guyanais, elles ne dépassent guère les 600 m d'altitude, au niveau des inselbergs du massif du Mitaraka, à proximité du tripoint entre les trois pays.
C'est en cherchant ces montagnes que l'ancien résistant Raymond Maufrais disparut en janvier 1950.

## Toponymie
Tumuc-Humac a jadis été orthographié « tumucuraque » (1825) et « tamuraque » (1770). Les reliefs imaginaires désignés sous ce nom seraient issus des déformations successives de cartes réalisées entre les XVIIIe et XIXe siècles et de l'idée qui persistait alors que les bassins des principaux cours d'eau étaient délimités par des chaînes de montagnes formant des crêtes continues.
Ce toponyme a été repris pour nommer un parc naturel brésilien, le parc national des montagnes du Tumucumaque (Parque Nacional das Montanhas do Tumucumaque), ainsi qu'un territoire amérindien situé 100 kilomètres plus à l'ouest.